# Pareas nuchalis
Espèce
Synonymes
- Amblycephalus nuchalis Boulenger, 1900

Statut de conservation UICN

 LC  : Préoccupation mineure
Pareas nuchalis est une espèce de serpents de la famille des Pareatidae.

## Répartition
Cette espèce est endémique de Bornéo. Elle se rencontre dans les parties malaisienne et indonésienne.

## Description
L'holotype de Pareas nuchalis mesure 490 mm dont 125 mm pour la queue. Cette espèce a la face dorsale chamois clair taché de brun foncé. Une grande tache noire marque sa nuque.

## Étymologie
Son nom d'espèce, du latin nuchalis, « nuque », lui a été donné en référence à la grande tache présente à l'arrière de sa tête.

## Publication originale
- Boulenger, 1900 : Description of new reptiles and batrachians from Borneo. Proceedings of the Zoological Society of London, vol. 1900, p. 182–187 (texte intégral).